# カナワ式製塩法
カナワ式製塩法（カナワしきせいえんほう）は、製塩法のひとつである。

## 歴史
もともとはアメリカ合衆国オハイオ州で行なわれていた製塩法であるが、1901年、日本の農商務省において、広島県松永町に製塩試験場が設けられた時、カナワ式製塩法が研究されたのが、日本でカナワ式製塩法が行なわれた最初である。そののち、制度の改廃などがあり、この製塩法は千葉県津田沼町の専売局津田沼試験場に移され、さらに同試験場の廃止とともに山口県中関町の専売局三田尻試験場に移され、日本の塩田で生産された鹹水を煎熬できるように、改善が加えられ、岡山県味野町で普通塩田14塩戸生産の鹹水を1箇所に集め、カナワ式装置によって製塩されるようになった。

## 方式
おもな設備は、「元缶」と結晶槽で、これに原動機としてボイラー、蒸気機関、ポンプ電動装置などがある。また、当然、鹹水輸送装置、鹹水濾過器なども要する。方法は、まず「元缶」（ボイラー型の密蔽濃縮缶）に塩田で生産された鹹水を注入し、石炭で加熱しほとんど食塩で飽和するまでに煮詰める。このとき発生する蒸気は元缶の上部中央からガス管で結晶槽に導かれる。槽には前回元缶によって濃縮された飽和鹹水が注入されているから、導入された蒸気によりさらに鹹水は濃縮され、食塩が結晶析出する。結晶槽は、木製、鉄製または鉄筋コンクリート製などで、これに自動採塩装置が設けられ、析出した食塩はたえず一方にすくいあげられ。槽は数区にわかれ、注入された鹹水が食塩を析出しながら次の槽に移行する装置で構造され、最後にボーメ比重31度付近になってにがりとして排出される。自動採塩機によって結晶槽の一方にかきあげられた塩は母液を滴下したのち、自動輸送機で混合槽に運ばれ、飽和鹹水で洗浄され、遠心分離器に移され、脱水乾燥される。
元缶で発生する蒸気熱を再利用して濃縮を行ない、それまでの平釜製塩法よりも燃料費が節約され、機械化によって人件費が減少するとされた。